# FKアルセナル・ティヴァト
フドバルスキ・クルブ・アルセナル・ティヴァト（Fudbalski klub Arsenal Tivat）は、モンテネグロのティヴァトをホームタウンとするサッカークラブである。

## 歴史
1914年にFKオリェン (FK Orjen) として創設された。モンテネグロで2番目に古いサッカークラブであり、オリェンよりも古いクラブはロヴチェンのみである。1930年にティヴァトのFKズリニスキと合併後、FKアルセナル (FK Arsenal) の名前で活動した。クラブ名は「アルセナル」として知られていた近くの海軍施設「MTRZサヴァ・コヴァチェヴィッチ」(MTRZ Sava Kovačević) に由来する。
1937年にモンテネグロ選手権で優勝した。アルセナルはポドゴリツァ、ツェティニェ以外のクラブとして、モンテネグロ選手権で優勝した唯一のクラブであった。
第二次世界大戦後は1946年にブドゥチノスト、ロヴチェン、スティエスカと共にモンテネグロ共和国リーグに参加した。1957-58シーズンまでの3シーズンはユーゴスラビア・ドルガ・リーガに参加した。
モンテネグロ独立後はドルガ・ツルノゴルスカ・フドバルスカ・リーガのメンバーになった。
2023年7月に行われたUEFAヨーロッパカンファレンスリーグ 2023-24予選1回戦のアルメニアのFCアラシュケルトとの試合において八百長疑惑が浮上し、UEFAの規律機関であるCEDB (UEFA Control, Ethics and Disciplinary Body) によって調査が進められた結果、不正行為が認められたとして2025年7月16日にUEFA主催大会からの10年間追放および罰金50万ユーロの処分を受けた。また、所属選手のニコラ・チェレビッチと役員のランコ・クルゴヴィッチの両名に対してはサッカー関連活動からの永久追放処分が下され、ツェトコ・マノイロビッチ、ドゥシャン・プレティッチ、ラドゥレ・ジヴコビッチの3選手も10年間の出場停止処分となった。